# ریندن (نوادا)
ریندن (به انگلیسی: Ryndon) یک منطقهٔ مسکونی در ایالات متحده آمریکا است که در شهرستان ایلکو، نوادا واقع شده‌است. ریندن ۱٬۵۷۷٫۰۵ متر بالاتر از سطح دریا واقع شده‌است.